# Мішель Лерітьє
Мішель Лерітьє (фр. Michel Lhéritier; 11 жовтня 1889, Бордо — 15 червня 1951, Париж) — французький історик, співзасновник і довголітній (1926–45) генеральний секретар Міжнародного комітету історичних наук (МКІН).

## Біографія
Від 1926 — професор Вищої школи суспільних наук у Парижі (Франція). В останні роки життя — професор університету Екс-ан-Прованс поблизу м. Марсель (Франція). Наукову діяльність почав як дослідник історії французьких провінцій кінця 17–18 ст. і Французької революції кінця 18 століття, пізніше зосередив увагу на історії Східної Європи і Балкан 19 — поч. 20 ст. Автор підручників з історії Франції і Європи. Співорганізатор 6–8-го Міжнародних конгресів істориків, сприяв залученню історичних установ ВУАН (нині Національна академія наук України) до МКІН. Опублікував у Бюлетні МКІН за 1941—1943 рр. праці двох визначних істориків, які загинули як жертви тоталітаризму: М.Грушевського («Київське князівство середніх віків») і Н.Йорги («Талейран і Рейнар: Розділ з давньої дипломатії»).